# Algorithmus von Samuelson-Berkowitz
Der Algorithmus von Samuelson-Berkowitz (nach Paul A. Samuelson und S. Berkowitz) ist ein Verfahren, das für beliebige quadratische Eingabematrizen {\displaystyle A\in R^{n\times n}} die Koeffizienten des charakteristischen Polynoms von {\displaystyle A} ermittelt, d. h. insbesondere auch die Determinante von {\displaystyle A}. Im Gegensatz etwa zum Algorithmus von Faddejew-Leverrier sind die Voraussetzungen weniger restriktiv: Als Eingabe sind auch Matrizen {\displaystyle A} zulässig, deren Einträge Elemente eines beliebigen kommutativen Rings {\displaystyle R} mit Einselement sind, da das Verfahren völlig ohne Divisionen auskommt.

## Notation und Idee des Verfahrens
Wir bezeichnen mit
- {\displaystyle I_{r}\in R^{r\times r}} die {\displaystyle r\times r}-Einheitsmatrix
- {\displaystyle A_{r}\in R^{r\times r}\;} die {\displaystyle r\times r}-Submatrix von {\displaystyle A} bestehend aus den ersten {\displaystyle r} Zeilen und Spalten
- {\displaystyle p_{r}\in R[\lambda ]\;} das charakteristische Polynom von {\displaystyle A_{r}\;}, wobei {\displaystyle p_{r}(\lambda )=\sum \limits _{k=0}^{r}c_{r-k}\lambda ^{k}}
- {\displaystyle R_{r}\in R^{r}\;} der Zeilenvektor mit den Komponenten {\displaystyle a_{r+1,j}\;} mit {\displaystyle 1\leq j\leq r}
- {\displaystyle S_{r}\in R^{r}\;} der Spaltenvektor mit den Komponenten {\displaystyle a_{i,r+1}\;} mit {\displaystyle 1\leq i\leq r}

und betrachten folgende Partitionierung von {\displaystyle A_{r+1}}:
{\displaystyle A_{r+1}=\left[{\begin{array}{c|c}A_{r}&S_{r}\\\hline R_{r}&a_{r+1,r+1}\end{array}}\right]}
Die grundlegende Idee des Verfahrens besteht darin, das charakteristische Polynom von {\displaystyle A_{r+1}\;}
rekursiv zu berechnen.
Mit der obigen Notation gilt zunächst
{\displaystyle \det(A_{r+1})=a_{r+1,r+1}\det(A_{r})-R_{r}\;{\textrm {Adj}}(A_{r})\;S_{r}\;}
wobei {\displaystyle {\textrm {Adj}}(A_{r})} die Adjunkte von {\displaystyle A_{r}\;} bezeichnet (Begründung: Entwicklung nach letzter Zeile mittels Entwicklungssatz von Laplace, vgl.).
Wenn man dies auf die Matrix {\displaystyle \lambda I_{r+1}-A_{r+1}} überträgt, dann erhält man speziell für das charakteristische Polynom von {\displaystyle A_{r+1}\;}:
{\displaystyle {\begin{aligned}p_{r+1}(\lambda )&=\det(\lambda I_{r+1}-A_{r+1})\\&=(\lambda -a_{r+1,r+1})\;p_{r}(\lambda )-R_{r}\;{\textrm {Adj}}(\lambda I_{r}-A_{r})\;S_{r}\qquad (*)\end{aligned}}}
Außerdem kann man leicht zeigen, dass sich die Adjunkte in (*) folgendermaßen schreiben lässt (siehe z. B.):
{\displaystyle {\begin{aligned}{\textrm {Adj}}(\lambda I_{r}-A_{r})&=\sum \limits _{k=1}^{r}\left(\sum \limits _{j=1}^{k}A_{r}^{j-1}c_{k-j}\right)\lambda ^{r-k}\\&=\sum \limits _{k=1}^{r}\left(A_{r}^{k-1}c_{0}+\ldots +A_{r}^{1}c_{k-2}+I_{r}c_{k-1}\right)\;\lambda ^{r-k}\qquad (**)\end{aligned}}}
Hierin sind {\displaystyle c_{0},\ldots ,c_{r-1}} die Koeffizienten des charakteristischen Polynoms von {\displaystyle A_{r}}.

## Formel von Samuelson
Wir erhalten nun die gewünschte rekursive Darstellung für das charakteristische Polynom {\displaystyle p_{r+1}(\lambda )\;} von {\displaystyle A_{r+1}\;} (in der Literatur Formel von Samuelson genannt), indem wir die beiden obigen Beziehungen (*) und (**) zusammenfügen:
{\displaystyle {\begin{aligned}p_{r+1}(\lambda )&=(\lambda -a_{r+1,r+1})\;p_{r}(\lambda )-\sum _{k=1}^{r}\left[\sum _{j=1}^{k}(R_{r}A_{r}^{j-1}S_{r})c_{k-j}\right]\lambda ^{r-k}\\&=(\lambda -a_{r+1,r+1})\;p_{r}(\lambda )-\sum _{k=1}^{r}\left[(R_{r}A_{r}^{k-1}S_{r})c_{0}+\ldots +R_{r}A_{r}^{1}S_{r}c_{k-2}+(R_{r}S_{r})c_{k-1}\right]\lambda ^{r-k}\end{aligned}}}

## Verfahren von Samuelson-Berkowitz

### Matrix-Vektor Schreibweise
Um einen effektiven und leichter lesbaren Algorithmus formulieren zu können, transferieren wir nun die Formel von Samuelson in Matrix-Schreibweise.
Dazu ordnen wir einem Polynom {\displaystyle \omega \;} vom Grad {\displaystyle d}
{\displaystyle \omega (\lambda )=\sum _{k=0}^{d}\alpha _{k}\lambda ^{d-k}}
den Koeffizientenvektor
{\displaystyle {\overrightarrow {\omega }}=\left[{\begin{array}{c}\alpha _{0}\\\alpha _{1}\\\alpha _{2}\\\vdots \\\alpha _{d}\end{array}}\right]\in R^{d+1}}
sowie die folgende Toeplitz-Matrix (die zugleich eine untere Dreiecksmatrix ist) zu:
{\displaystyle {\textrm {Toep}}(\omega )=\left[{\begin{array}{ccccc}\alpha _{0}&0&0&\ldots &0\\\alpha _{1}&\alpha _{0}&0&\ldots &0\\\alpha _{2}&\alpha _{1}&\alpha _{0}&\ldots &0\\\vdots &\vdots &\vdots &\ddots &\vdots \\\cdot &\cdot &\cdot &\ldots &a_{0}\\\alpha _{d}&\alpha _{d-1}&\alpha _{d-2}&\ldots &a_{1}\end{array}}\right]\in R^{(d+1)\times d}}
Genauer ist also der Eintrag an der Position {\displaystyle (i,j)} von {\displaystyle {\textrm {Toep}}(\omega )} gegeben durch
{\displaystyle \left[{\textrm {Toep}}(\omega )\right]_{i,j}=\left\{{\begin{array}{cl}\alpha _{k}&{\textrm {falls}}\;i\geq j\;{\textrm {und}}\;i-j=k\\0&{\textrm {falls}}\;i<j\end{array}}\right.}
Definiert man nun noch das Polynom {\displaystyle q_{r+1}\;} durch
{\displaystyle {\begin{aligned}q_{r+1}(\lambda )&=\lambda ^{r+1}-a_{r+1,r+1}\lambda ^{r}-\sum \limits _{k=1}^{r}(R_{r}A_{r}^{k-1}S_{r})\lambda ^{r-k}\\&=\lambda ^{r+1}-a_{r+1,r+1}\lambda ^{r}-(R_{r}S_{r})\lambda ^{r-1}-\ldots -(R_{r}A_{r}^{r-1}S_{r})\end{aligned}}}
dann lässt sich die Formel von Samuelson in der folgenden kompakten Form darstellen (vgl. und ):
{\displaystyle {\overrightarrow {p_{r+1}}}={\textrm {Toep}}(q_{r+1}){\overrightarrow {p_{r}}}}

### Algebraische Top-Level Formulierung
Durch sukzessives Anwenden dieses Prinzips erhält man folgende zentrale Aussage (siehe  und ):
Mit {\displaystyle p_{1}(\lambda )=\lambda -a_{11}\;}, also
{\displaystyle {\overrightarrow {p_{1}}}=\left[{\begin{array}{c}1\\-a_{11}\end{array}}\right]={\textrm {Toep}}(q_{1})}
gilt:
- Die Koeffizienten des charakteristischen Polynoms {\displaystyle p_{r}(\lambda )\;} von {\displaystyle A_{r}\;} für {\displaystyle 1\leq r\leq n} sind gegeben durch:

{\displaystyle {\overrightarrow {p_{r}}}={\textrm {Toep}}(q_{r})\cdot {\textrm {Toep}}(q_{r-1})\cdots {\textrm {Toep}}(q_{1})}
- Insbesondere erhalten wir, falls {\displaystyle r=n}, die Koeffizienten des charakteristischen Polynoms {\displaystyle p_{n}(\lambda )\;} von {\displaystyle A\;} durch:

{\displaystyle {\overrightarrow {p_{n}}}={\textrm {Toep}}(q_{n})\cdot {\textrm {Toep}}(q_{n-1})\cdots {\textrm {Toep}}(q_{1})}

### Algorithmus
Damit kann man nun folgenden Algorithmus formulieren (vgl.):
```

  

    

      

        

          

            
Eingabe:

          

        

        

        

        
(

        
n

        
×

        
n

        
)

        
−

        

          

            
Matrix

          

        

        

        
A

        
∈

        

          
R

          

            
n

            
×

            
n

          

        

      

    

    
{\displaystyle {\textrm {Eingabe:}}\;\;(n\times n)-{\textrm {Matrix}}\;A\in R^{n\times n}}

  

```

```

  

    

      

        

          

            

              
Vect

            

            
→

          

        

        
:=

        

          
[

          

            

              

                

                  
1

                

              

              

                

                  
−

                  

                    
a

                    

                      
11

                    

                  

                

              

            

          

          
]

        

      

    

    
{\displaystyle {\overrightarrow {\textrm {Vect}}}:=\left[{\begin{array}{c}1\\-a_{11}\end{array}}\right]}

  

  

    

      

        

          

            
For

          

        

        

        
r

        
=

        
1

        
,

        
…

        
,

        
n

        
−

        
1

        

        

          

            
berechne

          

        

      

    

    
{\displaystyle {\textbf {For}}\;r=1,\ldots ,n-1\;{\textrm {berechne}}}

  

  * 

  

    

      

        

          

            
{

            

              
−

              

                
R

                

                  
r

                

              

              

                
A

                

                  
r

                

                

                  
k

                  
−

                  
1

                

              

              

                
S

                

                  
r

                

              

            

            
}

          

          

            
k

            
=

            
1

          

          

            
r

          

        

        

        

          

            
(Koeffizienten

          

        

        

        

          

            
von

          

        

        

        

          
q

          

            
r

            
+

            
1

          

        

        

        

          

            
)

          

        

      

    

    
{\displaystyle \left\{-R_{r}A_{r}^{k-1}S_{r}\right\}_{k=1}^{r}\;{\textrm {(Koeffizienten}}\;{\textrm {von}}\;q_{r+1}\;{\textrm {)}}}

  

  * 

  

    

      

        

          

            

              
Vect

            

            
→

          

        

        
:=

        

          

            
Toep

          

        

        
(

        

          
q

          

            
r

            
+

            
1

          

        

        
)

        
⋅

        

          

            

              
Vect

            

            
→

          

        

        

      

    

    
{\displaystyle {\overrightarrow {\textrm {Vect}}}:={\textrm {Toep}}(q_{r+1})\cdot {\overrightarrow {\textrm {Vect}}}\;}

  

  

    

      

        

          

            
End

          

        

        

        

          

            
For

          

        

      

    

    
{\displaystyle {\textbf {End}}\;{\textbf {For}}}

  

```

```

  

    

      

        

          

            
Ausgabe:

          

        

        

        

        

          

            

              
p

              

                
n

              

            

            
→

          

        

        
=

        

          

            

              
Vect

            

            
→

          

        

        

        

        

          

            
(Vektor

          

        

        

        

          

            
der

          

        

        

        

          

            
Koeffizienten

          

        

        

        

          

            
des

          

        

        

        

          

            
charakteristischen

          

        

        

        

          

            
Polynoms)

          

        

      

    

    
{\displaystyle {\textrm {Ausgabe:}}\;\;{\overrightarrow {p_{n}}}={\overrightarrow {\textrm {Vect}}}\;\;{\textrm {(Vektor}}\;{\textrm {der}}\;{\textrm {Koeffizienten}}\;{\textrm {des}}\;{\textrm {charakteristischen}}\;{\textrm {Polynoms)}}}

  

```

Der Algorithmus berechnet nicht nur die Koeffizienten des charakteristischen Polynoms von {\displaystyle A}, sondern
darüber hinaus auch in jedem Schleifendurchlauf für die Untermatrix {\displaystyle A_{r}}.

## Historisches
Die grundlegende Idee des Verfahrens wurde zuerst 1942 von Paul A. Samuelson beschrieben und publiziert. Der Algorithmus in der oben präsentierten und heute gebräuchlichen Form geht auf Berkowitz (parallele Version) und Abdeljaoued (Beschreibung als serielles Verfahren) zurück, weswegen man manchmal auch die Bezeichnung Samuelson-Berkowitz-Abdeljaoued-Algorithmus (SBA-Algorithmus) in der Literatur findet.

## Korrektheit des Algorithmus
Da im oben formulierten Verfahren nur endliche Schleifen auftreten, ist klar, dass der Algorithmus terminiert.
Die partielle Korrektheit folgt aus der Formel von Samuelson und der daraus abgeleiteten algebraischen
Top-Level-Formulierung in Matrix-Vektor-Form (s. o., vgl. z. B.). Genauer gesprochen
beruht die Korrektheit auf folgender Schleifeninvariante: Am Ende des {\displaystyle r}-ten Schleifendurchlaufs
enthält der Vektor {\displaystyle {\overrightarrow {\textrm {Vect}}}} die Koeffizienten des charakteristischen Polynoms von
{\displaystyle A_{r+1}}(Formulierung als Nachbedingung).

## Aufwand, Effizienz und Parallelisierbarkeit
Man kann zeigen, dass der Aufwand (Zeitkomplexität) des Algorithmus die Größenordnung {\displaystyle {\mathcal {O}}(n^{4})} hat. Eine genauere Schranke ist gegeben durch die Anzahl der arithmetischen Operationen {\displaystyle {\frac {1}{2}}n^{4}-n^{3}+{\frac {5}{2}}n^{2}}. Bei der Implementierung des Verfahrens kann man zudem ausnutzen, dass es für die Multiplikation von
Toeplitz-Matrizen effektive Methoden gibt.
Der Algorithmus lässt sich auch sehr gut parallelisieren, genaueres dazu findet man speziell in .

## Numerisches Beispiel
Wir betrachten die Matrix
{\displaystyle A=\left[{\begin{array}{rrrr}5&5&-3&-7\\2&1&9&6\\4&2&-6&-5\\5&-8&-9&2\end{array}}\right]}
Wir starten die Rekursion mit den charakteristischen Polynom der Matrix {\displaystyle A_{1}=[5]}, für das {\displaystyle p_{1}=\lambda -5\;} gilt, d. h.
{\displaystyle {\overrightarrow {\textrm {Vect}}}=\left[{\begin{array}{r}1\\-5\end{array}}\right]}
- {\displaystyle r=1}:

Wir berechnen nun {\displaystyle p_{2}}. Hierzu benötigen wir zunächst die Koeffizienten von {\displaystyle q_{2}}:
- {\displaystyle k=1}:

{\displaystyle -R_{1}S_{1}=-2*5=-10\;}
Also
{\displaystyle {\begin{aligned}q_{2}&=\lambda ^{2}-a_{22}\lambda -R_{1}S_{1}\\&=\lambda ^{2}-1\lambda -10\;\end{aligned}}}
Hieraus resultiert nun die Toeplitz-Matrix
{\displaystyle {\textrm {Toep}}(q_{2})=\left[{\begin{array}{rr}1&0\\-1&1\\-10&-1\end{array}}\right]}
und damit
{\displaystyle {\begin{aligned}{\textrm {Toep}}(q_{2})*{\overrightarrow {p_{1}}}&={\overrightarrow {\textrm {Vect}}}\\\left[{\begin{array}{rr}1&0\\-1&1\\-10&-1\end{array}}\right]*\left[{\begin{array}{r}1\\-5\end{array}}\right]&=\left[{\begin{array}{r}1\\-6\\-5\end{array}}\right]\end{aligned}}}
Das charakteristische Polynom von {\displaystyle A_{2}} lautet also {\displaystyle p_{2}=\lambda ^{2}-6\lambda -5\;}
- {\displaystyle r=2}:

Wir ermitteln die Koeffizienten von {\displaystyle q_{3}}:
- {\displaystyle k=1}:

{\displaystyle -R_{2}A_{2}^{0}S_{2}=-\left[4\;\;2\right]\cdot \left[{\begin{array}{r}-3\\9\end{array}}\right]=-6}
- {\displaystyle k=2}:

{\displaystyle -R_{2}A_{2}^{1}S_{2}=-\left[4\;\;2\right]\cdot \left[{\begin{array}{rr}5&5\\2&1\end{array}}\right]\cdot \left[{\begin{array}{r}-3\\9\end{array}}\right]=-126}
Also
{\displaystyle {\begin{aligned}q_{3}(\lambda )&=\lambda ^{3}-a_{3,3}\lambda ^{2}-(R_{2}S_{2})\lambda ^{1}-(R_{2}A_{2}^{1}S_{2})\\&=\lambda ^{3}+6\lambda ^{2}-6\lambda -126\end{aligned}}}
und
{\displaystyle {\textrm {Toep}}(q_{3})=\left[{\begin{array}{rrr}1&0&0\\6&1&0\\-6&6&1\\-126&-6&6\end{array}}\right]}
Damit erhalten wir
{\displaystyle {\begin{aligned}{\textrm {Toep}}(q_{3})*{\overrightarrow {p_{2}}}&={\overrightarrow {\textrm {Vect}}}\\\left[{\begin{array}{rrr}1&0&0\\6&1&0\\-6&6&1\\-126&-6&6\end{array}}\right]\cdot \left[{\begin{array}{r}1\\-6\\-5\end{array}}\right]&=\left[{\begin{array}{r}1\\0\\-47\\-120\end{array}}\right]\end{aligned}}}
Das charakteristische Polynom von {\displaystyle A_{3}} lautet daher {\displaystyle p_{3}=\lambda ^{3}-47\lambda -120\;}
- {\displaystyle r=3}:

Wir ermitteln die Koeffizienten von {\displaystyle q_{4}}:
- {\displaystyle k=1}:

{\displaystyle -R_{3}A_{3}^{0}S_{3}=-\left[5\;\;-8\;\;-9\right]\cdot \left[{\begin{array}{r}-7\\6\\-5\end{array}}\right]=38}
- {\displaystyle k=2}:

{\displaystyle -R_{3}A_{3}^{1}S_{3}=-\left[5\;\;-8\;\;-9\right]\cdot \left[{\begin{array}{rrr}5&5&-3\\2&1&9\\4&2&-6\end{array}}\right]\cdot \left[{\begin{array}{r}-7\\6\\-5\end{array}}\right]=-348}
- {\displaystyle k=3}:

{\displaystyle -R_{3}A_{3}^{2}S_{3}=-\left[5\;\;-8\;\;-9\right]\cdot \left[{\begin{array}{rrr}5&5&-3\\2&1&9\\4&2&-6\end{array}}\right]^{2}\cdot \left[{\begin{array}{r}-7\\6\\-5\end{array}}\right]=679}
Also
{\displaystyle {\begin{aligned}q_{4}(\lambda )&=\lambda ^{4}-a_{4,4}\lambda ^{3}-(R_{3}S_{3})\lambda ^{2}-(R_{3}A_{2}^{1}S_{3})\lambda -(R_{3}A_{2}^{2}S_{3})\\&=\lambda ^{4}-2\lambda ^{3}+38\lambda ^{2}-348\lambda +679\end{aligned}}}
und
{\displaystyle {\textrm {Toep}}(q_{4})=\left[{\begin{array}{rrrr}1&0&0&0\\-2&1&0&0\\38&-2&1&0\\-348&38&-2&1\\679&-348&38&-2\end{array}}\right]}
Die finale Matrix-Vektor-Multiplikation liefert nun die Koeffizienten des gesuchten charakteristischen Polynoms der gesamten Matrix {\displaystyle A=A_{4}}:
{\displaystyle {\begin{aligned}{\textrm {Toep}}(q_{4})*{\overrightarrow {p_{3}}}&={\overrightarrow {\textrm {Vect}}}\\\left[{\begin{array}{rrrr}1&0&0&0\\-2&1&0&0\\38&-2&1&0\\-348&38&-2&1\\679&-348&38&-2\end{array}}\right]\cdot \left[{\begin{array}{r}1\\0\\-47\\-120\end{array}}\right]&=\left[{\begin{array}{r}1\\-2\\-9\\-374\\-867\end{array}}\right]\end{aligned}}}
Hieraus liest man das gesuchte Endergebnis ab:
{\displaystyle p_{4}=\lambda ^{4}-2\lambda ^{3}-9\lambda ^{2}-374\lambda -867\;}
Insbesondere erhält man also für die Determinante von {\displaystyle A}
{\displaystyle p_{4}(0)=\det(-A)=(-1)^{4}\cdot \det(A)=-867\;\Rightarrow \det(A)=-867}